# BM-30
El BM-30 «Smerch» (en ruso como РСЗО «Смерч» literalmente «tornado») es un lanzacohetes múltiple ruso diseñado durante la era soviética. Está diseñado para destruir objetivos blandos como infantería o realizar fuego de Contra-batería y entró en servicio para el Ejército soviético en 1989.

## Características
El chasis del BM-30 está basado en el МАЗ-7310M utilizable para transportar varios tipos de artillería. El BM-30 viene equipado con cohetes de 300 mm con un alcance de hasta 90 km.
El alcance del Smerch es variable de 20 a 70 kilómetros, en algunas modificaciones llega a unos 100 km, mientras que el área que cubre una salva de doce misiles suyos es realmente gigantesca, 67 hectáreas. 
Un cohete del Smerch pesa 800 kg; el peso de su munición es de 280 kg (como afirman los especialistas es una relación única entre el peso de la unidad propulsora y el de la munición). La cabeza del misil está cargada con 72 submuniciones de dos kilos de peso cada.

El ángulo de arribada es totalmente vertical, de 90°, hecho que se ha logrado mediante un sistema de paracaídas; a diferencia de proyectiles convencionales, cuyo ángulo de impacto normalmente varía entre 30° y 60°.
Una verdadera lluvia de estos pequeños proyectiles convierte en una especie de colador los techos de vehículos blindados, carros de combate, cañones autopropulsados e incluso los compartimientos de motor de tanques, la parte más vulnerable de los últimos.
El sistema usa también otros tipos de cargas de combate: minas antipersonales, antitanque, cargas incendiarias, termobáricas e inteligentes, es decir capaces de localizar su blanco individual. Otra característica de estos misiles es que son fácilmente adaptables a radares para municiones de sistemas de lanzamiento múltiple de misiles Zoopark (Zoológico), al avión de reconocimiento radiotécnico A-50 (prototipo del sistema AWACS norteamericano) y aparato aéreo no tripulado Kipchak (una tribu nómada en siglos medievales, vecino de Rusia).

## Componentes
- Misiles 9M55 o 9M528 (en contenedores).
- BM 9A52-2 vehículo de lanzamiento.
- TZM 9T234-2 transcargador con una grúa de 850 kg y 12 cohetes de repuesto.
- Equipo automatizado de extinción de incendios en el puesto de mando 1K123 Vivary.
- Vehículo de mantenimiento PM-2-70 MTO-V.
- Conjunto de equipo de arsenal 9F819.
- Instalaciones de entrenamiento 9F827 y 9F840.

## Historia operacional

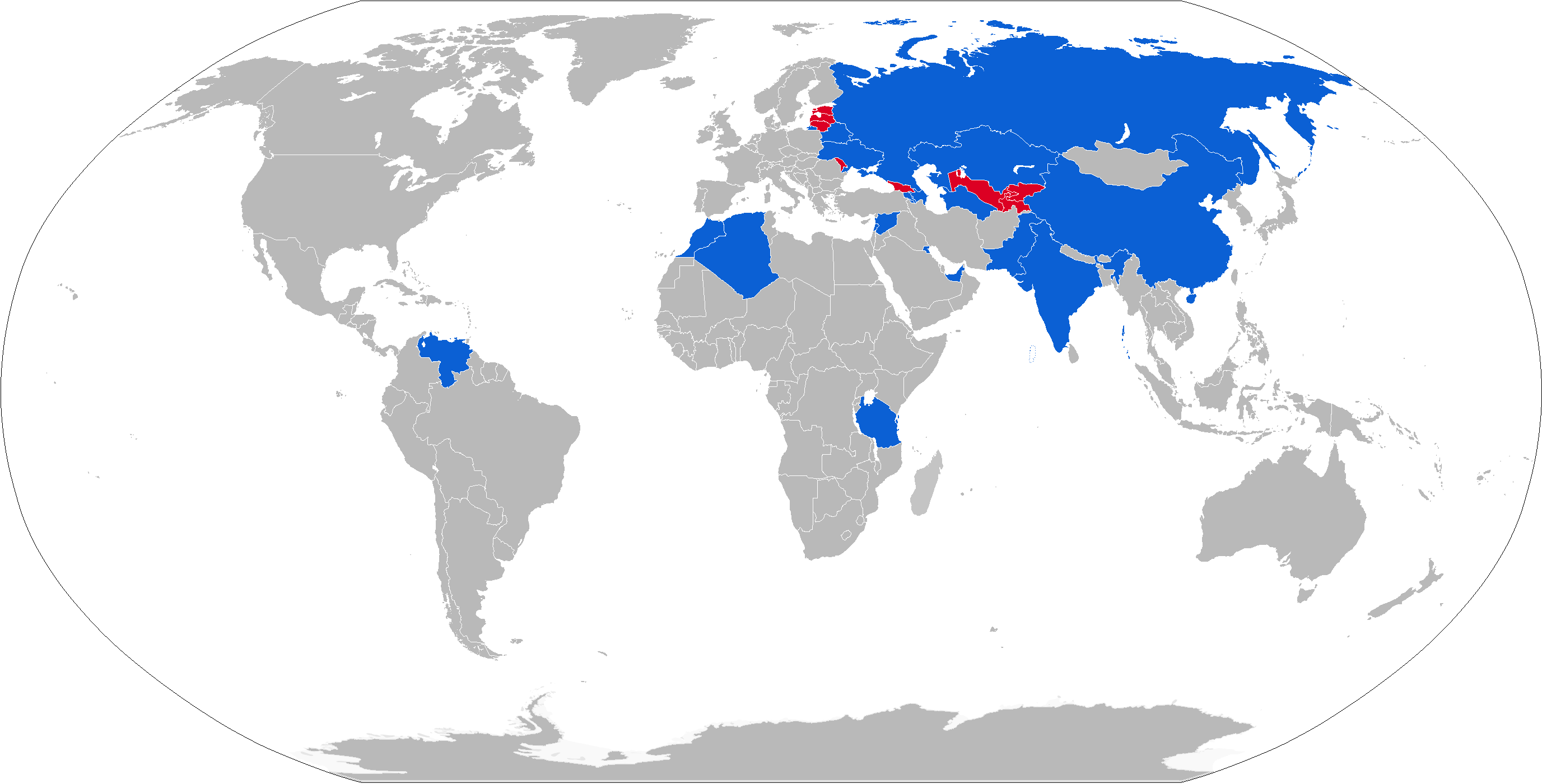
Operadores actuales del BM30.
Operadores anteriores.

### Desarrollos relacionados
- Katiusha
- / BM-21
- TOS-1

### Armas similares
- LAR-160
- / LAROM
- / TAM VCLC
- Astros II
- Cohete Rayo
- SLM FAMAE
- HIMARS
 MLRS
- / RM-70
- / WR-40 Langusta
- Lanzacohetes múltiple "Teruel"
- / BM-21 Grad
- / Katyusha
- TOS-1
- // M-63 Plamen
// M-77 Oganj
 // M-87 Orkan